# Якубовский, Алексей Петрович
Алексей Петрович Якубовский — советский хозяйственный, государственный и политический деятель, кандидат исторических наук, профессор, член-корреспондент Украинской Академии политических наук, заслуженный работник народного образования Украины.

## Биография
Родился в 1937 году в селе Бармашово. Член КПСС.
С 1959 года — на хозяйственной, общественной и политической работе. В 1959—2020 гг. — слесарь строительного участка, студент Одесского инженерно-строительного института, мастер, прораб на стройках Одессы и Целинного края, первый секретарь Одесского обкома ЛКСМ Украины, первый секретарь Малиновского райкома Компартии Украины города Одессы, секретарь Одесского горкома Компартии Украины, ректор Одесской совпартшколы, ректор, проректор, заведующий кафедрой Одесского регионального института государственного управления
Делегат XXVi съезда КПСС.
Живёт в Одессе.